# Penelles
Penelles (spanisch Penellas) ist eine katalanische Gemeinde (municipio) mit 435 Einwohnern (Stand: 2024) in der Provinz Lleida im Nordosten Spaniens. Sie liegt in der Comarca Noguera. Die Gemeinde besteht neben dem Hauptort Penelles aus den Ortschaften Almassor, El Castell del Remei, Els Falcons und Torreneral sowie die Wüstung Bellestar. 

## Geographische Lage
Penelles liegt etwa 33 Kilometer nordöstlich von Lleida in einer Höhe von ca. 275 m. 

## Bevölkerungsentwicklung
| Jahr      | 1970 | 1981 | 1991 | 2001 | 2011 | 2021 |
| Einwohner | 1033 | 705  | 571  | 523  | 505  | 443  |

## Sehenswürdigkeiten
- alte Johannes-der-Täufer-Kirche
- Johannes-der-Täufer-Kirche
- historisierte Burganlage (Castillo del Remedio)

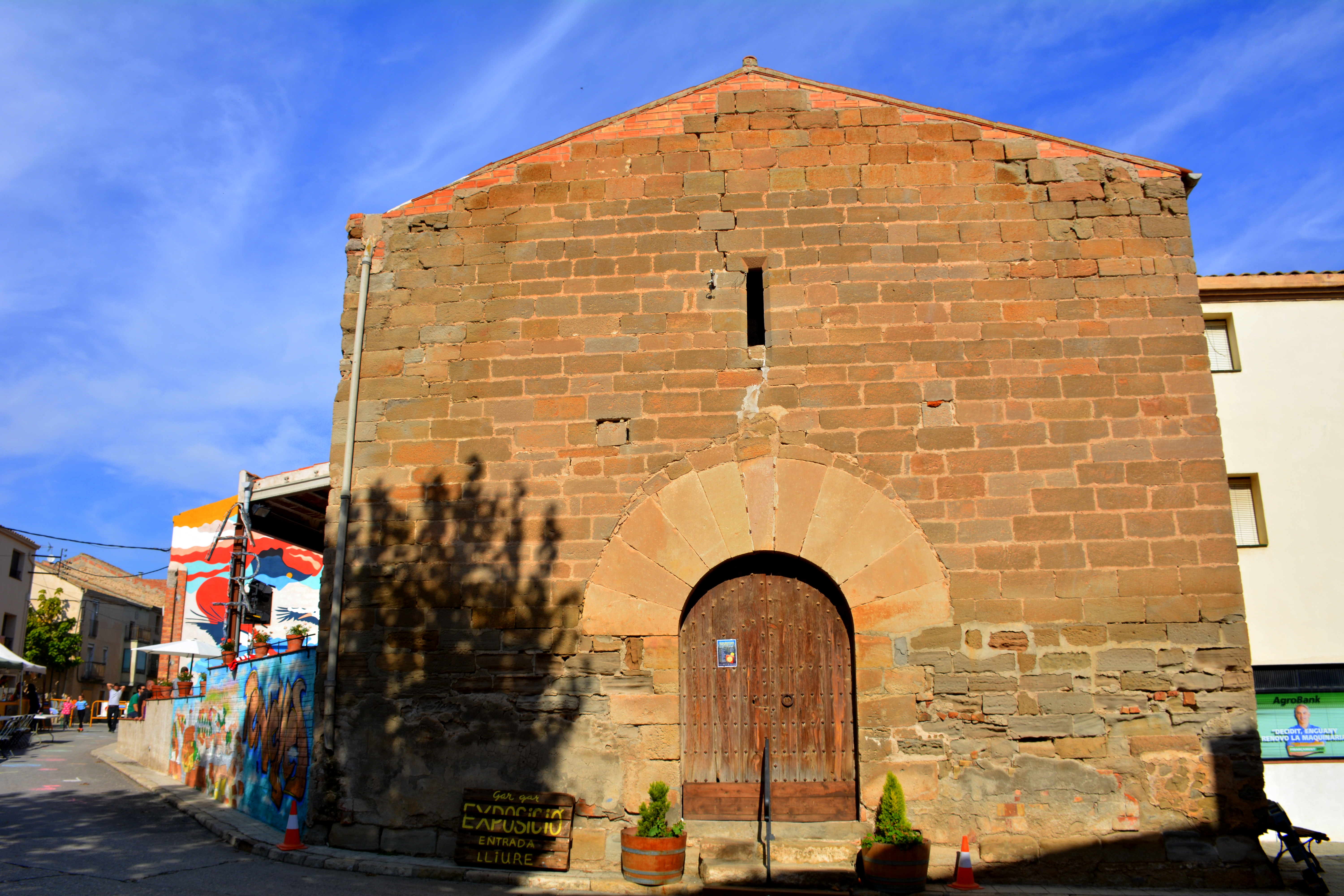
Alte Johannes-der-Täufer-Kirche
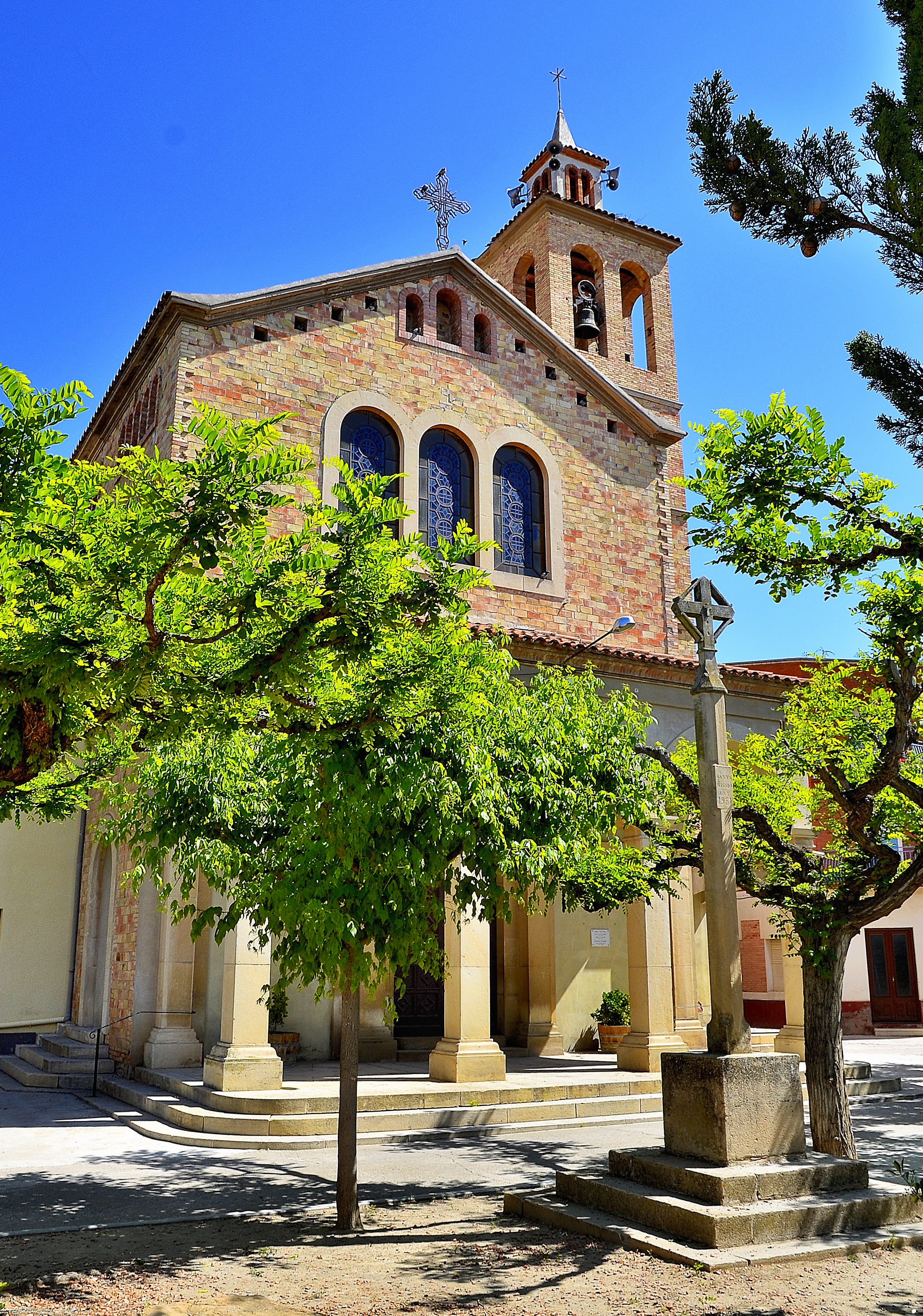
Johannes-der-Täufer-Kirche
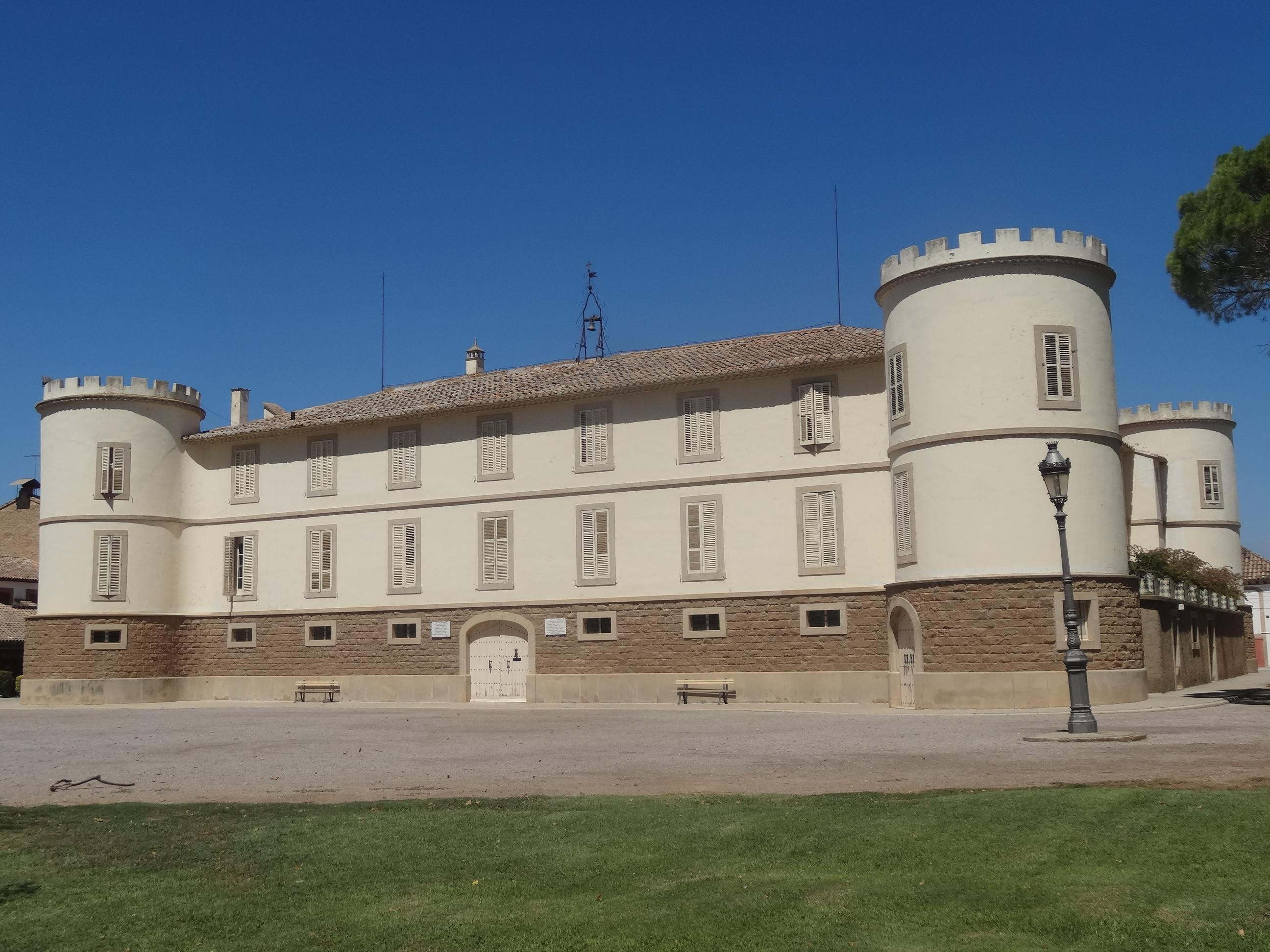
Burganlage
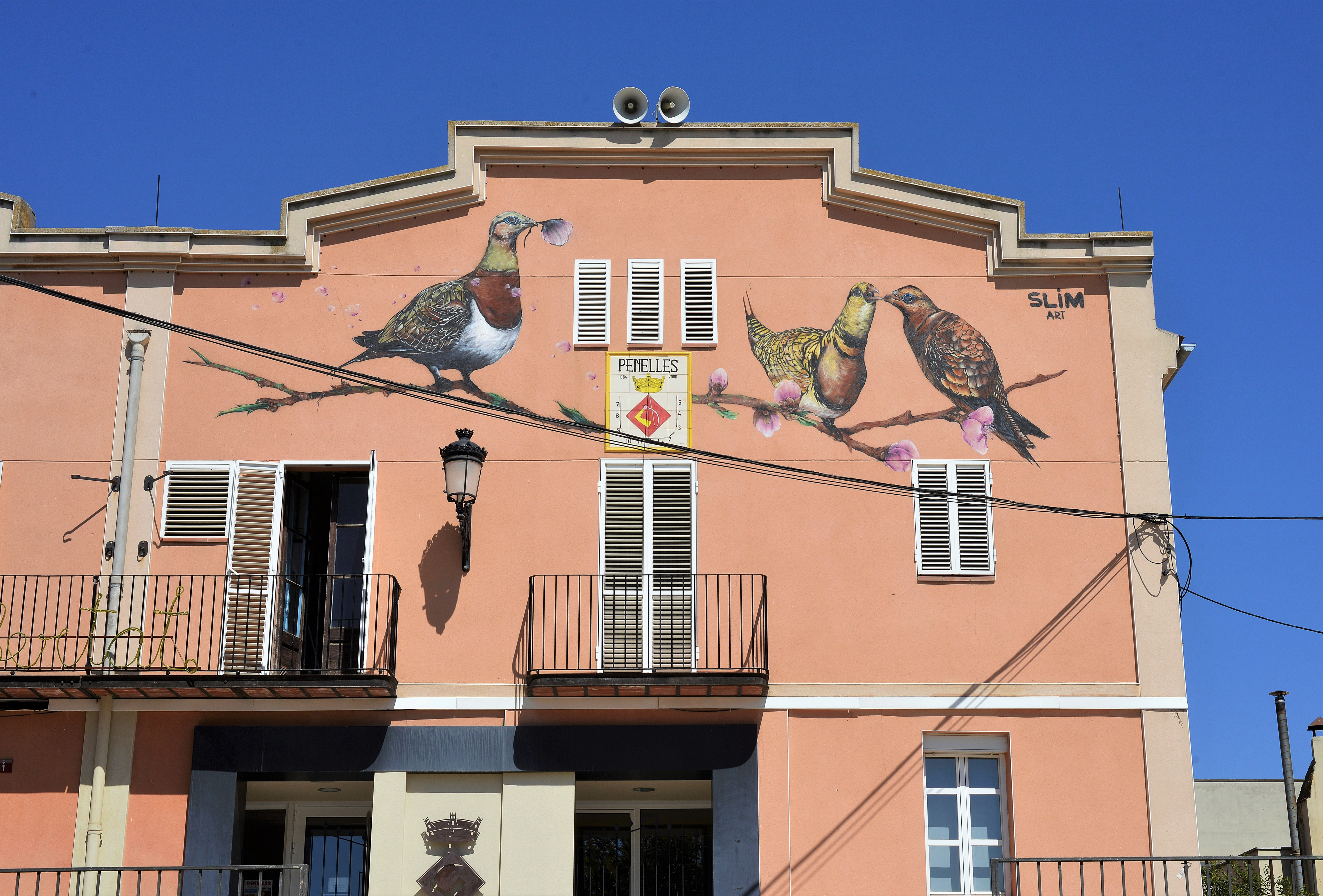
Rathaus